# Frederick Browning

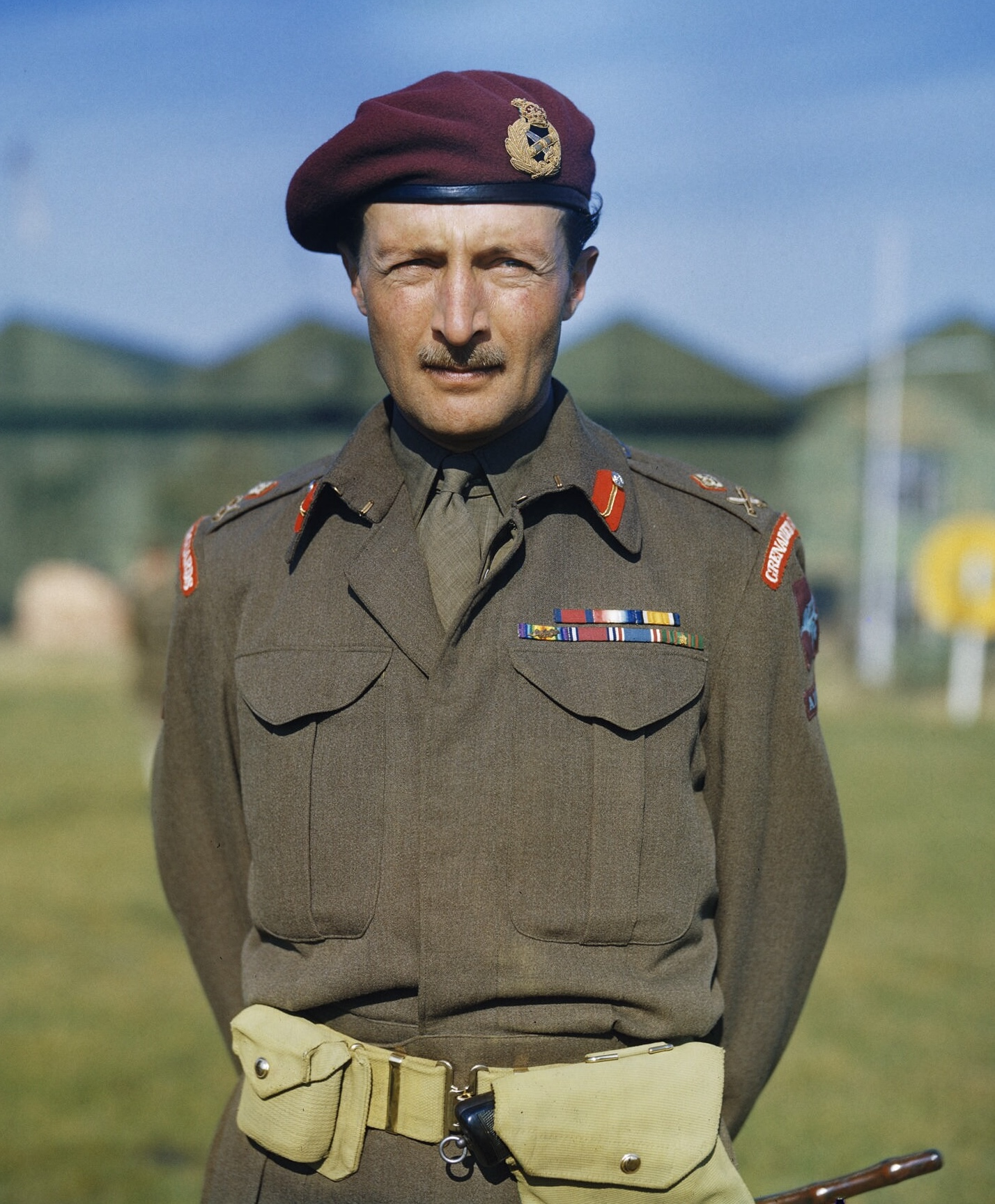
Frederick Browning, 1942

Sir Frederick Arthur Montague „Boy“ Browning (* 20. Dezember 1896 in Kensington; † 14. März 1965 in Par, Cornwall) war ein britischer General. Er gilt als der „Vater der britischen Luftlandetruppen“ und erlangte als Kommandeur der 1. Alliierten Luftlandearmee während der Operation Market Garden Berühmtheit. 

## Leben
Browning besuchte die West Downs School in Winchester, das Eton College, durchlief eine Kadettenausbildung am Royal Military College, Sandhurst, und wurde anschließend im Juni 1915 als Second Lieutenant der Grenadier Guards in die British Army übernommen. Er kämpfte im Ersten Weltkrieg an der Westfront. Im Juli 1915 wurde er zum Lieutenant und im Dezember 1917 in den kommissarischen Rang eines Captain befördert. Für seine bemerkenswerte Tapferkeit in der Schlacht von Cambrai wurde er als Companion des Distinguished Service Order sowie mit dem französischen Croix de Guerre ausgezeichnet. Im Mai 1918 wurde er mentioned in despatches. Ab September 1918 wurde er kurzzeitig Adjutant von General Sir Henry Rawlinson, dem Kommandeur der Fourth Army, kehrte aber Kriegsende im November wieder zu seiner Einheit zurück. Im November 1920 erhielt er den substanziellen Rang eines Captain und im Mai 1928 zum Major befördert.
Im Jahre 1928 nahm Browning als Teil des Bob-Teams des Vereinigten Königreiches an den Olympischen Winterspielen in St. Moritz teil. Er belegte mit seinen Kollegen im Bobwettbewerb Rang 10.
Im Juli 1932 heiratete er die Schriftstellerin Daphne du Maurier. Das Paar bekam zwei Töchter und einen Sohn.
Im Februar 1936 wurde er zum Lieutenant-Colonel befördert und zum Kommandeur des 2. Bataillons der Grenadier Guards ernannt und wurde mit dieser Einheit bis Dezember 1937 in Ägypten stationiert. Am 1. September 1939 wurde er zum Colonel befördert und wurde Kommandant der Small Arms School in Warminster. Nachdem das Vereinigte Königreich zwei Tage später in den Zweiten Weltkrieg eingetreten war, wurde er im Oktober 1939 in den kommissarischen Rang und im April 1940 in den temporären Rang eines Brigadier befördert und wurde im Mai 1940 Kommandeur der 128th (Hampshire) Infantry Brigade, einer Einheit der Territorial Army, die zur Verstärkung der British Expeditionary Force in Frankreich ausgebildet wurde, nach dem Fall Frankreichs aber in Großbritannien verblieb. Im Februar 1941 wechselte er als Kommandeur zur ebenfalls in Großbritannien stationierten 24th Guards Brigade Group.
Im November 1941 wurde er in den kommissarischen Rang eines Major-General befördert und zum Kommandierenden General (GOC) der neugeschaffenen 1st Airborne Division ernannt. In der Folgezeit beaufsichtigte er den Ausbau und das Training der Division, die um mehrere neue Brigaden erweitert und bei der neue Ausrüstung getestet wurden. Er erwies er sich insbesondere als geschickt im Umgang mit dem Kriegsministerium und dem Luftfahrtministerium und bewies ein Händchen für die Überwindung bürokratischer Hindernisse. Bei der Operation Torch, der britisch-amerikanischen Invasion in Französisch-Nordafrika im November 1942, nahm nur eine Teileinheit seiner Division, nämlich die 1st Parachute Brigade, teil, wurde dazu unter US-amerikanisches Oberkommando gestellt und erzielte gemischte Erfolge. Im Januar 1943 wurde Browning als Companion des Order of the Bath, legte im März 1943 das Kommando über die 1st Airborne Division nieder und trat den Posten eines Major-General der Luftlandetruppen im Alliierten Hauptquartier unter General Eisenhower an. Während der Landung der Alliierten auf Sizilien (Operation Husky) spielte Browning nur eine untergeordnete Rolle. Im September 1943 unternahm er eine Inspektionsreise nach Britisch-Indien. Seine dortige Arbeit und sein anschließender Bericht an das Kriegsministerium führte im Oktober 1944 zum Ausbau der dortigen Luftlandetruppen zur 44th Indian Airborne Division der Indischen Armee.
Im Dezember 1943 wurde er in den kommissarischen Rang eines Lieutenant-General befördert und zum Kommandierenden General des neuaufgestellten britischen I Airborne Corps ernannt, das 1944 zusammen mit dem US-amerikanischen XVIII Airborne Corps zur First Allied Airborne Army zusammengelegt wurde. Der amerikanische Lieutenant-General Lewis H. Brereton bekam den Oberbefehl über diese alliierte Luftlandearmee, Browning wurde sein Stellvertreter. Das Kommando über das I Airborne Corps behielt jedoch Browning. Im Mai 1944 wurde er in den substanziellen Rang eines Major-General befördert. Im September 1944 kommandierte er seine Luftlandetruppen während der Operation Market Garden, in der er mit seinem Stab nahe Nijmegen landete. Die Verstreuung der Truppen erschwerte jedoch die Befehlsgebung. Browning wurde von General Montgomery nicht für den Fehlschlag der Operation Market Garden verantwortlich gemacht, erhielt danach aber keine bedeutenden Kommandos mehr. Er wurde von Dezember 1944 bis Juli 1946 im alliierten Regionalhauptquartier in Südostasien (South East Asia Command) eingesetzt. Im Dezember 1944 hatte er den temporären Rang und im Mai 1946 den substanziellen Rang eines Lieutenant-General erhalten und im Dezember 1944 war er als Komtur mit Stern des polnischen Ordens Polonia Restituta ausgezeichnet worden und im Januar 1946 wurde er als Knight Commander des Order of the British Empire geadelt. Zuletzt hatte er von September 1946 bis Januar 1948 das Amt des Military Secretary im Kriegsministerium inne und schied schließlich im April 1948 aus dem Armeedienst aus.
Im Januar 1948 erhielt er ein Hofamt als Comptroller und Treasurer des Haushalts von Prinzessin Elizabeth und wurde damit Leiter ihres persönlichen Stabes. Daneben übernahm er auch andere Aufgaben. 1948 war er als stellvertretender Vorsitzender der British Olympic Association und Leiter der britischen Mannschaft an den Olympischen Sommerspielen 1948 beteiligt. Von 1944 bis 1962 war er Commodore des Royal Fowey Yacht Club; nach seinem Rücktritt 1962 wurde er zu dessen erstem Admiral gewählt.
Beim Tod von König Georg VI. im Jahr 1952 wurde Prinzessin Elizabeth als Elisabeth II. Königin. Browning und sein Stab wurden überflüssig, da die Königin den großen Stab des Monarchen übernahm. Er wurde daraufhin Büroleiter und Treasurer des Prinzgemahls Philip, Duke of Edinburgh. Wie der Duke, dem er diente, hatte sein Amt keine verfassungsmäßige Rolle, sondern unterstützte dessen sportliche, kulturelle und wissenschaftliche Interessen. Browning beteiligte sich an Gründung einer Stiftung zum Erhalt der Cutty Sark als des Museumsschiff und an der Verwaltung des Duke of Edinburgh’s Award. Im Juni 1953 nahmen er und seine Gattin an der Krönung von Königin Elizabeth II. teil. In Anerkennung seiner Dienste wurde er im Mai 1953 als Knight Commander des Royal Victorian Order ausgezeichnet und im Juni 1959 zum Knight Grand Cross dieses Ordens erhoben. 1959 legte er aus gesundheitlichen Gründen seine Ämter nieder und ging in Ruhestand. Im März 1960 wurde ihm das Amt eines Deputy Lieutenant von Cornwall verliehen. Er starb schließlich am 14. März 1965 auf seinem Anwesen Menabilly House in Par, Cornwall, an einem Herzinfarkt.

## Trivia
In dem Film Die Brücke von Arnheim wurde Browning von Dirk Bogarde gespielt.